# Plošný integrál

Ilustrace plochy S=Σ orientované normálou n.

Plošný integrál je zobecněním dvojného integrálu, kdy integrujeme skalární či vektorovou funkci přes obecnou zakřivenou plochu v euklidovském prostoru. Plošný integrál má velké využití v geometrii (např. výpočet povrchu) a fyzice (např. výpočet toků). Pro výpočet integrálu je vhodné mít plochu {\displaystyle S} vyjádřenou parametricky (pomocí parametru {\displaystyle t}) na oblasti (otevřené měřitelné množině) {\displaystyle \Omega }, tj. {\displaystyle \mathbf {r} (t)=\mathbf {r} (x(t),y(t))}, kde {\displaystyle \mathbf {r} } je zobrazení z oblasti {\displaystyle \Omega } (v rovině) do daného prostoru se spojitými prvními derivacemi a plocha {\displaystyle S\subset \Omega } je jednoduše souvislá po částech hladká kladně orientovaná. Hladkost zobrazení (spojitost příslušných derivací) zaručuje existenci tečné roviny plochy v každém (nesingulárním) bodě.

## Plošný integrál prvního druhu
Plošný integrál I. druhu skalární funkce neboli skalárního pole {\displaystyle F} přes plochu {\displaystyle S} vyjádříme následovně:
{\displaystyle \iint _{S}F\,dS},
pomocí tečných vektorů parametrických křivek {\displaystyle {\frac {d\mathbf {r} }{dx}}} a {\displaystyle {\frac {d\mathbf {r} }{dy}}} dostáváme diferenciální formu obsahu elementu plochy (obsah elementárního rovnoběžníku sevřeného tečnými vektory):
{\displaystyle dS=|{\frac {d\mathbf {r} }{dx}}\times {\frac {d\mathbf {r} }{dy}}|\,dx\,dy=|\mathbf {n} |\,dx\,dy},
kterou dosadíme za {\displaystyle dS} a převedeme výpočet na dvojný integrál přes rovinu {\displaystyle S}:
{\displaystyle \iint _{S}F\,dS=\iint _{S}F(\mathbf {r} (x,y))\,|\mathbf {n} |\,dx\,dy}.
Integrál nezávisí na tom, kterou ekvivalentní parametrizaci dané plochy zvolíme, ale jen na ploše samotné. Plošný integrál I. druhu elementu plochy je roven obsahu plochy:
{\displaystyle \iint _{S}dS=A(S)},
jehož fyzikální význam je hodnota skalární veličiny (např. hmotnosti z její zadané plošné hustoty na dané ploše).

## Plošný integrál druhého druhu
Plošný integrál II. druhu vektorové funkce neboli vektorového pole vyjadřuje fyzikálně skalární tok vektorového pole {\displaystyle \mathbf {F} =[F_{x},F_{y},F_{z}]} danou plochou {\displaystyle S} (např. průtok kapaliny plochou průřezu trubice):
{\displaystyle \iint _{S}\mathbf {F} \cdot \mathrm {d} \mathbf {S} =\iint _{S}\mathbf {F} \cdot ({\frac {d\mathbf {r} }{dx}}\times {\frac {d\mathbf {r} }{dy}})\,dx\,dy}.
Lze jej převést na integrál I. druhu tak, že jej počítáme jako integrál I. druhu z normálové složky vektorového pole (skalárního součinu pole s jednotkovým vektorem normály plochy {\displaystyle \mathbf {n} }):
{\displaystyle \iint _{S}\mathbf {F} \cdot \mathrm {d} \mathbf {S} =\iint _{S}\mathbf {F} \cdot (\mathbf {n} \ \mathrm {d} S)=\iint _{S}(\mathbf {F} \cdot \mathbf {n} )\ \mathrm {d} S=\iint _{S}F\ \mathrm {d} S},
tj. např. pro {\displaystyle \mathbf {n} =[0,0,1]} dostaneme:
{\displaystyle \iint _{S}(\mathbf {F} \cdot \mathbf {n} )\ \mathrm {d} S=\iint _{S}F_{z}\ \mathrm {d} S}.
Hodnota integrálu II. druhu závisí na parametrizaci plochy jen znaménkem, tj. na její orientaci. Uzavřené plochy (např. kulová) se většinou orientují směrem ven, ve směru vnější normály.
Plošný integrál II. druhu lze převést na objemový integrál přes vnitřek uzavřené plochy (Gaussova věta) anebo na křivkový integrál II. druhu přes její okraj (cirkulaci) u otevřené plochy (Stokesova věta).

## Poznámka
Ve výše uvedeném je symbolem "{\displaystyle \,\cdot \,}" resp. "{\displaystyle \,\times \,}" značen skalární součin resp. vektorový součin.